# Vârful Păpușa Mică, Munții Retezat
Vârful Păpușa Mică este situat între vârfurile Păpușa și Custura din Munții Retezat, Carpații Meridionali, având o altitudine de 2.370 metri. Este accesibil din șaua Plaiul Mic (Sud) sau dinspre vârful Păpușa prin șaua Custurii (Vest) dar și dinspre Stâna de Râu (Nord) tot prin șaua Custurii. Oferă o priveliște deosebită asupra părții sudice a Munților Retezat.

## Galerie foto

Vârful Păpuşa Mică de pe vârful Custura
Vârful Păpuşa Mică şi şaua Custurii
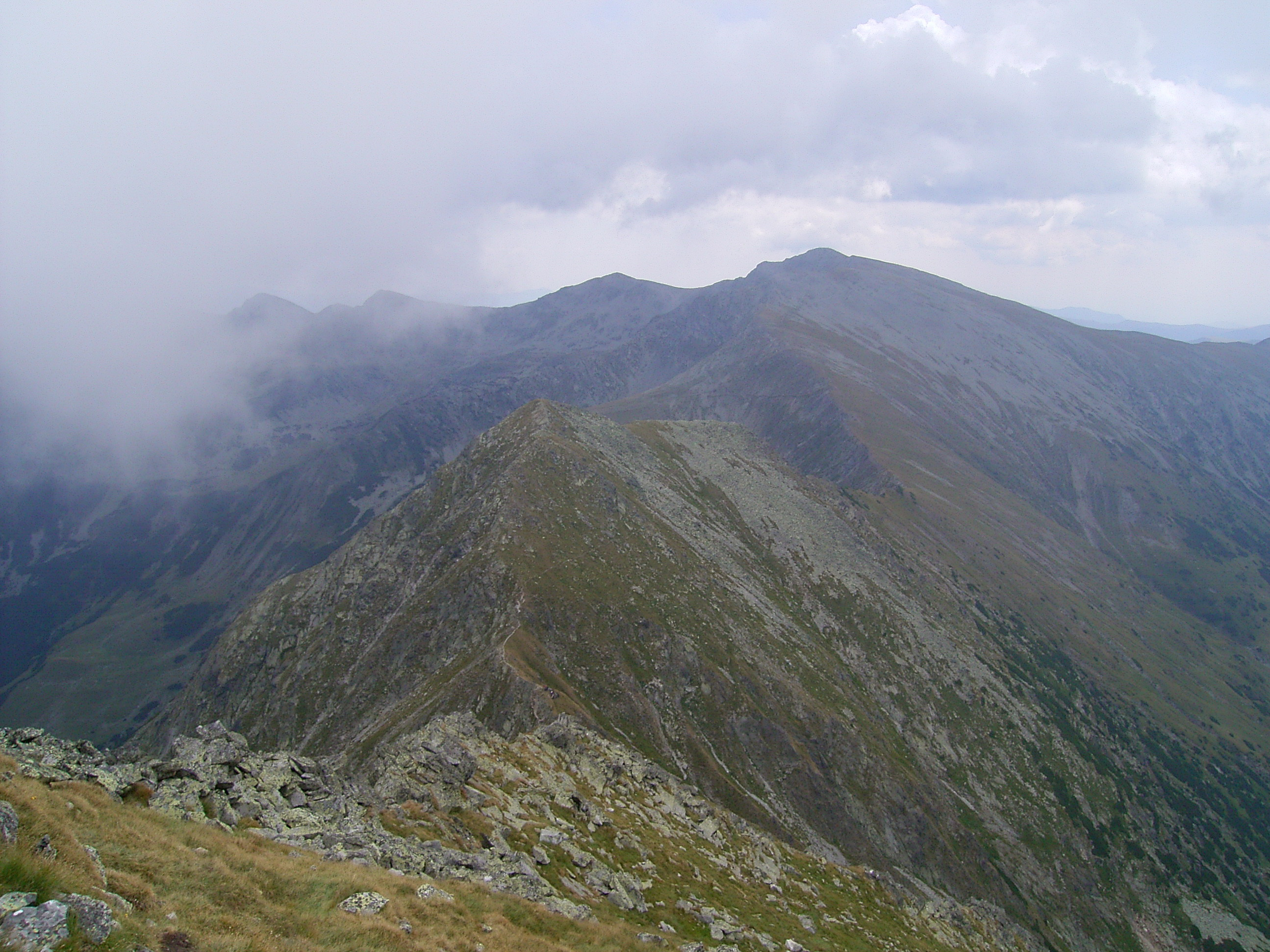
Vârful Păpuşa Mică şi vârful Custura (spate)